# KK Tamiš
O Košarkaški klub Tamiš (sérvio:Кошаркашки клуб Тамиш), chamado também de KK Tamiš, é um clube profissional de basquetebol sediado na cidade de Pančevo, Sérvia que atualmente disputa a Liga Sérvia. Foi fundado em 1992 e manda seus jogos na SRC Strelište com capacidade de 1.100 espectadores.